# BB&T Atlanta Open 2019 - Doppio
Nicholas Monroe e John-Patrick Smith erano i detentori del titolo, ma hanno deciso di non partecipare insieme. Monroe ha fatto coppia con Frances Tiafoe perdendo al primo turno contro Marcelo Arévalo e Miguel Ángel Reyes Varela, mentre Smith ha giocato con Ben McLachlan perdendo nei quarti di finale contro Jack Sock e Jackson Withrow.
In finale Dominic Inglot e Austin Krajicek hanno sconfitto Bob Bryan e Mike Bryan con il punteggio di 6-4, 6(5)–7, [11-9].

## Teste di serie
1. Bob Bryan /  Mike Bryan (finale)
2. Dominic Inglot /  Austin Krajicek (campioni)

1. Santiago González /  Aisam-ul-Haq Qureshi (primo turno)
2. Radu Albot /  Artem Sitak (semifinale)

## Wildcard
1. Christopher Eubanks /  Donald Young (primo turno)

1. Nick Kyrgios /  Tommy Paul (primo turno)

## Tabellone

### Legenda
| - Q = Qualificato - WC = Wild card - LL = Lucky loser | - ALT = Alternate - SE = Special Exempt - PR = Protected Ranking | - w/o = Walkover - r = Ritirato - d = Squalificato |

|  | Primo turno               | Primo turno               | Primo turno               | Primo turno | Primo turno |  |  | Quarti di finale      | Quarti di finale          | Quarti di finale          | Quarti di finale    | Quarti di finale    |   |   | Semifinali | Semifinali       | Semifinali       | Semifinali          | Semifinali |    |      | Finale | Finale | Finale | Finale | Finale |  |
|  |                           |                           |                           |             |             |  |  |                       |                           |                           |                     |                     |   |   |            |                  |                  |                     |            |    |      |        |        |        |        |        |  |
|  | 1                         | B Bryan M Bryan           | B Bryan M Bryan           | 6           | 6           |  |  |                       |                           |                           |                     |                     |   |   |            |                  |                  |                     |            |    |      |        |        |        |        |        |  |
|  | WC                        | C Eubanks D Young         | C Eubanks D Young         | 4           | 2           |  |  | 1                     | B Bryan M Bryan           | 6                         | 64                  | [10]                |   |   |            |                  |                  |                     |            |    |      |        |        |        |        |        |  |
|  | M Kecmanović R Lindstedt  | M Kecmanović R Lindstedt  | 6                         | 3           | [11]        |  |  |                       | J Erlich D Sharan         | 4                         | 7                   | [7]                 |   |   |            |                  |                  |                     |            |    |      |        |        |        |        |        |  |
|  | J Erlich D Sharan         | J Erlich D Sharan         | 2                         | 6           | [13]        |  |  |                       |                           |                           |                     |                     |   |   | 1          | B Bryan M Bryan  | B Bryan M Bryan  | 7                   | 6          |    |      |        |        |        |        |        |  |
|  | 4                         | R Albot A Sitak           | R Albot A Sitak           | 7           | 7           |  |  |                       |                           | 4                         | R Albot A Sitak     | R Albot A Sitak     | 5 | 3 |            |                  |                  |                     |            |    |      |        |        |        |        |        |  |
|  | WC                        | N Kyrgios T Paul          | N Kyrgios T Paul          | 67          | 5           |  |  | 4                     | R Albot A Sitak           | R Albot A Sitak           | 6                   | 6                   |   |   |            |                  |                  |                     |            |    |      |        |        |        |        |        |  |
|  | M Arévalo MÁ Reyes Varela | M Arévalo MÁ Reyes Varela | M Arévalo MÁ Reyes Varela | 6           | 6           |  |  |                       | M Arévalo MÁ Reyes Varela | M Arévalo MÁ Reyes Varela | 4                   | 3                   |   |   |            |                  |                  |                     |            |    |      |        |        |        |        |        |  |
|  | N Monroe F Tiafoe         | N Monroe F Tiafoe         | N Monroe F Tiafoe         | 3           | 4           |  |  |                       |                           |                           |                     |                     |   |   | 1          | B Bryan M Bryan  | 4                | 7                   | [9]        |    |      |        |        |        |        |        |  |
|  | D Evans J Thompson        | D Evans J Thompson        | D Evans J Thompson        | 6           | 1           |  |  |                       |                           |                           |                     |                     |   |   |            |                  | 2                | D Inglot A Krajicek | 6          | 65 | [11] |        |        |        |        |        |  |
|  | J Sock J Withrow          | J Sock J Withrow          | J Sock J Withrow          | 7           | 6           |  |  | J Sock J Withrow      | J Sock J Withrow          | J Sock J Withrow          | 6                   | 6                   |   |   |            |                  |                  |                     |            |    |      |        |        |        |        |        |  |
|  |                           | B McLachlan J-P Smith     | B McLachlan J-P Smith     | 7           | 7           |  |  | B McLachlan J-P Smith | B McLachlan J-P Smith     | B McLachlan J-P Smith     | 2                   | 3                   |   |   |            |                  |                  |                     |            |    |      |        |        |        |        |        |  |
|  | 3                         | S González A-u-H Qureshi  | S González A-u-H Qureshi  | 67          | 64          |  |  |                       |                           |                           |                     |                     |   |   |            | J Sock J Withrow | J Sock J Withrow | 64                  | 3          |    |      |        |        |        |        |        |  |
|  | M Copil L Paes            | M Copil L Paes            | M Copil L Paes            | 62          | 4           |  |  |                       |                           | 2                         | D Inglot A Krajicek | D Inglot A Krajicek | 7 | 6 |            |                  |                  |                     |            |    |      |        |        |        |        |        |  |
|  | T Fritz C Norrie          | T Fritz C Norrie          | T Fritz C Norrie          | 7           | 6           |  |  |                       | T Fritz C Norrie          | 7                         | 63                  | [5]                 |   |   |            |                  |                  |                     |            |    |      |        |        |        |        |        |  |
|  |                           | M Ebden T Sandgren        | 6                         | 65          | [5]         |  |  | 2                     | D Inglot A Krajicek       | 6                         | 7                   | [10]                |   |   |            |                  |                  |                     |            |    |      |        |        |        |        |        |  |
|  | 2                         | D Inglot A Krajicek       | 4                         | 7           | [10]        |  |  |                       |                           |                           |                     |                     |   |   |            |                  |                  |                     |            |    |      |        |        |        |        |        |  |